# Dakhlet Nouadhibou
Dakhlet Nouadhibou (arabisk: ولاية داخلت نواذيبو) er en region i den vestlige del Mauretanien, og grænser til Atlanterhavet mod vest og Sahara; Mod nord ligger det omstridte område Vestsahara. Foruden byen Nouadhibou, som ligger på den mauretanske del af halvøen Ras Nouadhibou, består regionen af ørken samt fire små samfund:
- Boulenoir, 1.268 indbyggere
- Inal, 1.234 indbyggere
- Temeimichatt, 526 indbyggere
- Noumaghar, 4.151 indbyggere.

## Eksterne kilder og henvisninger
- Statistik for Nouadhibou

20°57′N 16°14′V / 20.950°N 16.233°V
|  | Infoboks uden skabelon Denne artikel har en infoboks dannet af en tabel eller tilsvarende. |